# Nebria andarensis
Nebria andarensis – gatunek chrząszcza z rodziny biegaczowatych. Endemit Gór Kantabryjskich na północy Hiszpanii.

## Taksonomia
Gatunek ten opisany został po raz pierwszy w 1923 roku przez Cándido Bolívara Pieltaina na łamach „Boletin de la Real Sociedad Española de Historia Natural”. Na przestrzeni lat bywał klasyfikowany w podrodzajach Alpaeonebria, Alpaeus, Harpazobia, Helobia i Helobium. Współcześnie umieszcza się go w podrodzaju nominatywnym (Nebria s.str.) rodzaju lesz. W jego obrębie tworzy on podgrupę gatunków lafresnayei, reprezentowaną także przez N. lafresnayei i N. leonensis.

## Morfologia i zasięg
Chrząszcz o ciele smukłym i dość płaskim, jednak nieco słabiej spłaszczonym i wydłużonym niż u N. leonensis. Głowa jest silnie przewężona w części szyjnej. Czułki są długie. Głaszczki wargowe mają po cztery szczecinki na członach przedostatnich. Przedplecze jest mniejsze i słabiej sercowate niż u N. lafresnayei i N. leonensis. Na obrzeżeniu przedplecza występuje zlewające się punktowanie, tworzące zmarszczki. Kąty tylne przedplecza słabo wystają ku tyłowi. Pokrywy są w zarysie łezkowate, o stosunku długości do szerokości mniejszym 3. Międzyrzędy pokryw są wysklepione, a rzędy wgłębione i silnie punktowane. Długie, smukłe odnóża bieżne są nieco jaśniejsze od ciała, ale nie kontrastują z nim tak jak u N. leonensis. Tylna para odnóży ma jedną szczecinkę na biodrze oraz wystający ku tyłowi spód czwartego członu stopy. Odwłok ma liczne szczecinki na sternitach trzecim i czwartym.
Jest gatunkiem palearktycznym, endemicznym dla pasma Picos de Europa w Górach Kantabryjskich na północy Hiszpanii.